# Marolles (Calvados)
Marolles è un comune francese di 690 abitanti situato nel dipartimento del Calvados nella regione della Normandia.

## Società

### Evoluzione demografica
Abitanti censiti